# Elfriede Aulhorn
Elfriede Aulhorn, geborene Andreae (* 8. Januar 1923 in Hannover; † 14. März 1991 in Heidelberg), war eine der ersten Frauen, die einen Lehrstuhl an der Eberhard Karls Universität Tübingen innehatte. Sie hat sich mit der Entwicklung neuer Methoden der Gesichtsfelduntersuchung zum Studium der Pathophysiologie weltweit Anerkennung erworben.

## Karriere
Nach dem Abitur in Hannover und einem einjährigen Arbeitsdienst begann sie ihr Medizinstudium in Freiburg. Nach zwei Semestern wurde sie während des Zweiten Weltkriegs zum Sanitätsdienst eingezogen, zuletzt als Sanitätsfeldwebel in einem Hamburger Luftschutzbunker. Während der Fortsetzung ihres Studiums in Göttingen heiratete sie 1947 den Physiologen Otfried Aulhorn; im darauffolgenden Jahr, zwei Tage vor der Geburt ihrer gemeinsamen Tochter starb ihr Mann an den Spätfolgen einer Kriegsverletzung. Nach dem Staatsexamen promovierte sie summa cum laude zum Thema Über Fixationsbreite und Fixationsfrequenz beim Lesen gerichteter Konturen und habilitierte sich 1961 in Tübingen mit ihrer Arbeit über Die Beziehung zwischen Lichtsinn und Sehschärfe. Im Jahr 1985 wurde sie zum Mitglied der Gelehrtenakademie Leopoldina gewählt.
Sie lehrte als Dozentin an der Tübinger Universität, wurde 1963 zur außerordentlichen Professorin ernannt und leitete ab 1966 die Abteilung Pathophysiologie des Sehens. 1970 bekam sie als ordentliche Professorin der Ophthalmologie als erste Frau ein Ordinariat und war damit außerdem die erste Ordinaria im Fach Augenheilkunde in Deutschland. Ab 1974 befasste sich ihr Lehrstuhl auch mit dem Fach Neuroophthalmologie.

## Würdigung
In Tübingen ist die Elfriede-Aulhorn-Straße im Universitätsklinikum auf dem Schnarrenberg nach ihr benannt.
Die Neuro-Ophthalmologische Gesellschaft e. V. vergibt den mit 4000 Euro dotierten „Elfriede-Aulhorn-Preis“ im zweijährlichen Turnus, um die Forschung im Bereich der Physiologie und Pathophysiologie des Sehens sowie der Neuroophthalmologie zu fördern. Der Preis wird für besonders wertvolle Arbeiten in den genannten Wissenschaftsgebieten verliehen, insbesondere für die Entwicklung von neuen, für Klinik und augenärztliche Praxis wichtigen sinnesphysiologischen Untersuchungsmethoden oder Studien zur Verbesserung diagnostischer oder therapeutischer Verfahren bei neuroopthalmologischen Erkrankungen.